# Рижков Олексій Миколайович
Олексі́й Микола́йович Рижко́в (нар.26 серпня 1908 — пом.24 лютого 1989) — російський історик, краєзнавець, журналіст, заслужений працівник культури Російської РФСР. Дослідник життя Маркіяна Боришка (нар.1885? — пом.1960), українського емігранта на Сахаліні, батька японського сумоїста Тайхо Кокі.

## Біографія
Народився 26 серпня 1908 року у місті Кострома Костромської губернії Російської імперії, в родині службовців.
У 1924 році закінчив школу другого ступеня (дев'ять класів) і вступив відразу на другий курс сільськогосподарського технікуму. Однак у 1925 році залишив навчання і почав свою шестирічну подорож по СРСР.

### 1930-ті
У середині 1931 році брав участь у морській експедиції Управління забезпечення безпеки кораблеводіння східним узбережжям Примор'я (найнявся матросом).
У кінці 1931 року на пароплаві «Ерівань» відплив із Владивостока до Сахаліну — вирішив пожити на острові до весни наступного року. Подорож по грудневому Японському морю виявилася дуже важкою. До Північного Сахаліну пароплав плив 9 днів, потрапив у шторм і ледь не затонув. Врешті — не зміг дійти до Александровська. В середині грудня майже дві тисячі пасажирів з пароплава висадили в невеликому портпункті Пільво. Від Пільво до Александровська, понад сто кілометрів по засніженій дорозі, пасажири йшли пішки. На санях везли тільки хворих, жінок і дітей.
У Александрівську влаштувався на роботу в редакцію газети «Советский Сахалин». Спочатку планував провести на острові не більше півроку. Однак пропрацював в газеті майже 6 років. Об'їздив і обійшов пішки більшу частину Північного Сахаліну. Писав про роботу лікнепів та культбаз, про колективізацію та життя нівхів, про перші авіаційні перельоти на Сахалін і стаханівський рух, про наукові експедиції і новобудови.
У 1937 році залишив Сахалін. Головною причиною від'їзду було бажання вступити до інституту. Однак була і інша причина. На острові йшли масові арешти — до осені в катівнях НКВД опинилося багато колег і знайомих Рижкова. Коли він із дружиною, Тетяною Василівною Манаєвою, двома доньками (третя народилася вже на материку), братом дружини (Василем Васильовичем Манаєвим) та сестрою (Ганною Василівною Манаєвою) приїхав в Александровський порт — перш ніж пустити їх на корабель, службовець порту довго кудись дзвонив і щось з'ясовував. Однак із Сахаліну Рижкових і Манаєвих випустили. Але через кілька годин після відплиття пароплава — арештували іншу сестру дружини Рижкова — Марію Василівну Манаєву, яка лишилася в Александровську з мамою — Анастасією Антонівною: вони не захотіли кидати свій будинок, ділянку, корову і домашню птицю. Марію Василівну звинуватили в шпигунстві на користь Японії, а згодом — розстріляли. 29 жовтня 1937 року — арештували ще одного брата Тетяни Василівни — Михайла Васильовича Манаєва, а 19 липня 1938 року — і її дядька — Іларіона Васильовича.
Рижкови зупинилися у місті Галич. Олексій Миколайович працював у місцевому краєзнавчому музеї і паралельно навчався на заочному відділенні Московського інституту філософії, літератури та історії. На першому курсі написав контрольну про сахалінських нівхів. Робота зацікавила педагога, дослідника народів Далекого Сходу, професора Олександра Золотарьова. Він познайомив Рижкова з директором Інституту антропології, археології і етнографії академіком Василем Струве, який запропонував Рижкову місце у своєму інституті. Але той відмовився.

### 1940-ві
Влітку 1940 року повернувся на Сахалін, в місто Александровськ. Почалася так звана «беріївська відлига». Хвиля арештів і розстрілів припинилася. Раніше заарештованих відпустили і навіть реабілітували. Але багатьох друзів і знайомих Рижова вже не було в живих.
У серпні 1940 року отримав посаду редактора літературного і політичного мовлення Сахалінського обласного радіо. Знову почали виходити його статті в газеті «Советский Сахалин» на історичні та краєзнавчі теми.
Після повернення в Александровськ — перевівся в Хабаровський педагогічний інститут. Однак через війну — закінчив вуз і отримав диплом про вищу освіту тільки в 1956 році.
11 жовтня 1941 року призначений директором Сахалінського обласного краєзнавчого музею, який тоді знаходився у Александровську.
8 грудня 1942 року — призваний до армії. Направлений на навчання у Шкотовське військово-піхотного училище, але закінчити його не встиг — у кінці 1942 року відкликаний в розташування штабу Далекосхідного фронту і направлений на роботу у фронтову газету «Тревога».
У липні 1944 року — повернувся на Сахалін на посаду військового кореспондента газети «За Советскую Родину» 79-ї стрілкової дивізії. У статтях описував бої і героїзм солдатів.
Брав участь у Південно-Сахалінській наступальній операції. Отримав медаль «За бойові заслуги» та звання лейтенанта. Вступив до КПРС.
У грудні 1945 року — демобілізований.
З 1946 по 1949 рік — заступник директора, начальник відділу бумкомбінату у Южно-Сахалінську.
З 1949 по 1952 рік — замполіт ліспромгоспу у Аніві.

### Після 1952-го
З 1952 по 1954 рік — заступник начальника видавництва «Железнодорожник Сахалина».
З червня 1954 по березень 1964 року — редактор краєзнавчої літератури Сахалінського книжного видавництва.
З 1962 по 1967 рік — голова Сахалінського відділення Географічного товариства, заступник голови обласного відділення
агентства друку «Новости».
З березня 1964 року — старший викладач кафедри історії Південно-Сахалінського державного педагогічного інституту .
У 1967 році захистив кандидатську дисертацію на тему «Сахалін і Курильські острови у роки Великої вітчизняної війни 1941—1945 років» (рос. «Сахалин и Курильские острова в годы Великой Отечественной войны 1941-1945 годов») і отримав звання кандидата історичних наук.
У 1971 році — нагороджений Орденом Трудового Червоного Прапора.
У 1982 році отримав звання заслужений працівник культури Російської РФСР.
У 1987 році вийшов на пенсію.
Помер 24 лютого 1989 року у Южно-Сахалінську.

## Творчість
Автор понад 800 статей з історичної, краєзнавчої, військової тематики. Автор книг «Подвиги російських людей на Сахаліні і Курилах» (рос. «Подвиги русских людей на Сахалине и Курилах»), «По містах Сахаліну» (рос. «По городам Сахалина»), «Пам'ятники та пам'ятні місця Сахалінської області» (рос. «Памятники и памятные места Сахалинской области»), «Бої за рідні острови» (рос. «Бои за родные острова») та інших.
Досліджував життя Маркіяна Боришка (*1885? — †1960), українського емігранта на Сахалін, батька японського сумоїста Тайхо Кокі.

## Родина
Був двічі одружений. Перша дружина — Тетяна Василівна Манаєва. У подружжя народилося троє доньок. Одна з них — Лідія Олексіївна Рижкова, у шлюбі — Майорова.
Друга дружина — Лілія Іванівна.